# Husejn Kadić
Husejn (ev. Husein) Kadić (1879 Vlasenica, Bosna a Hercegovina – 14. dubna 1966 Sarajevo, Socialistická federativní republika Jugoslávie) byl bosenskohercegovský politik, úředník a publicista bosňáckého původu.

## Životopis
V rodném městě dokončil základní školu, poté roku 1899 absolvoval Gazi Husrev-begovu medresu v Sarajevu. Poté navštěvoval Daru-l-muallimin, muslimskou učitelskou přípravku, Šarí‘atskou soudní školu (závěrečnou zkoušku vykonal 1911) a právnickou fakultu v Budapešti.
Roku 1914, kdy vypukla první světová válka, narukoval do rakousko-uherské armády. V květnu 1915 se stal vojenský imámem a využil příležitosti dokončit studium práv, což se mu podařilo roku 1918. Na konci války podpořil Národní radu Státu Slovinců, Chorvatů a Srbů v Sarajevu. Později aktivně podporoval vznik Království Srbů, Chorvatů a Slovinců, sám byl propagátorem srbské národní ideje mezi bosenskoheregovskými muslimy.
Od roku 1918 pracoval jako písař u chotárského (okresního) soudu ve Vlasenici, nato jako policejní úředník v Bijeljině, náčelníkem územního pracoviště chotáru v Goražde, chotárským náčelníkem v Čajniče. Politicky byl aktivní v Jugoslávské muslimské organizaci, roku 1922 během rozkolu ve straně podporoval předsedu Ibrahima Maglajliće. Po poslaneckých volbách roku 1923, kdy Maglajlić a jeho nová strana drtivě prohráli, znovu podporoval JMO pod vedením Mehemda Spaha. Profesně nakonec zakotvil u policejního ředitelství v Sarajevu a odtud odešel na místo chotárského náčelníka v Gračanici. V únoru 1928 byl zvolen vakufským ředitelem, správcem majetku Islámského společenství v Bosně a Hercegovině. Na tomto postu setrval až do roku 1931, a to bez ohledu na zrušení autonomie Islámského společenství v Bosně a Hercegovině a vznik jednotné náboženské obce pro celou Jugoslávii.
Kadić podpořil zavedení královské diktatury v zemi roku 1929. Sám figuroval za jednotné kandidátce generála Petra Živkoviće v poslaneckých volbách roku 1931 a získal mandát za obvod Čajniče.
Na konci druhé světové války byl zatčen novým komunistickým režimem. Během existence fašistického Nezávislého státu Chorvatsko se politicky exponoval jeho bratr Šefkija Kadić (působil jako velký župan Slavonského Brodu).